# Вуглегірське тролейбусне депо
Вуглегірське тролейбусне депо — колишнє єдине депо у Вуглегірську, на момент закриття тролейбусної системи на балансі депо перебувало три лінійних машини, які обслуговували єдиний тролейбусний маршрут № 2.

## Маршрути
| Перелік тролейбусних маршрутів м. Вуглегірськ |                      |                      |                    |                    |                             |                  | |
| №                                             | Початковий пункт     | Кінцевий пункт       | Оборотний рейс, км | В одну сторону, км | Кількість зупинок в обороті | Час проїзду, хв. | Примітки |
| 1                                             | Шахта «Вуглегірська» | Залізничний вокзал   | 7,6                | 3,8                | 22                          | 15               | Існував впродовж 1982—2003 років, як повноцінний маршрут не діяв, але заїзд до залізничного вокзалу здійснювався тролейбусний маршрут № 2 під час руху до шахти. |
| 2                                             | Шахта «Вуглегірська» | Шахта «Вуглегірська» | 11,6               | 23,2               | 44                          | 32               | Кільцевий маршрут |

## Рухомий склад
Перед закриттям системи експлуатувався наступний рухомий склад:
| Модель  | Бортовий номер | Примітка               |
| ------- | -------------- | ---------------------- |
| ЮМЗ Т2  | 532            | до 03.2011 — Київ, 536 |
| ЮМЗ Т2  | 536            | до 03.2011 — Київ, 532 |
| ЮМЗ Т2  | 2023           | до 04.2012 — Донецьк   |
| ЮМЗ Т2  | 2028           | до 04.2012 — Донецьк   |
| Всього: | 4              |                        |

Раніше експлуатувався рухомий склад:
| Модель         | Бортовий номер | Стан            | Примітка     |
| -------------- | -------------- | --------------- | ------------ |
| ЗіУ-682В       | 003            | Списаний        | до 1999 — 3  |
| ЗіУ-682В       | 006            | Списаний        | до 1998 — 6  |
| ЗіУ-682В       | 1              | Списаний        |              |
| ЗіУ-682В       | 2              | Списаний        |              |
| ЗіУ-682В       | 3              | Перенумерований | з 1999 — 003 |
| ЗіУ-682В       | 4              | Перенумерований | з 1998 — У04 |
| ЗіУ-682В       | 5              | Списаний        |              |
| ЗіУ-682В       | 6              | Перенумерований | з 1998 — 006 |
| ЗіУ-682В       | У04            | Списаний        | до 1998 — 4  |
| ЗіУ-682В [В00] | 007            | Списаний        | до 1998 — 7  |
| ЗіУ-682 [В00]  | 7              | Перенумерований | з 1998 — 007 |
| КТГ-1          | ТГ-1           | Списаний        |              |
| Всього:        | 12             |                 |              |